# Steef Weijers
Stephanus Cornelis (Steef) Weijers (Hillegom, 13 november 1929 – Ootmarsum, 27 mei 2021) was een Nederlands politicus. Hij was lid van de Tweede Kamer der Staten-Generaal namens de Katholieke Volkspartij (KVP) en het Christen-Democratisch Appèl (CDA).

## Biografie
Weijers woonde sinds midden jaren '50 in de regio Twente. Hij was lid van de Tweede Kamer van 22 september 1970 tot 7 december 1972 en opnieuw van 2 september 1975 tot 14 september 1989. Tussen december 1972 en september 1975 was hij leraar maatschappijleer. In 1982 werd hij gevraagd om staatssecretaris van Sociale Zaken en Werkgelegenheid te worden, maar dit weigerde hij.
Als Kamerlid was Steef Weijers vooral betrokken met volksgezondheid, sociale zaken en ambtenarenzaken. Ook zette hij zich in voor de regio Twente en voor woonwagenbewoners.
In 1981 stelde Steef Weijers Kamervragen over de som geld die de VARA betaalde voor de overname van Willem Ruis (300.000 gulden).
Na het Kamerlidmaatschap was Weijers van 1989 tot 1994 voorzitter van de Vereniging van Nederlandse Zorgverzekeraars (voorheen: Vereniging van Nederlandse Ziekenfondsen).

## Persoonlijk
De vader van Weijers overleed in 1936 op 43-jarige leeftijd na te zijn gegrepen door een trein, vlakbij station Vogelenzang. Steef Weijers woonde lange tijd in Hengelo. Hij was vanaf 2017 weduwnaar. De laatste weken van zijn leven verbleef hij in een verzorgingstehuis in Ootmarsum, waar hij in mei 2021 op 91-jarige leeftijd overleed.